# 愛のせいで眠れない
「愛のせいで眠れない」（あいのせいでねむれない）は、美郷あきの楽曲。彼女の23枚目のシングルとして2012年8月8日にLantisから発売された。

## 概要
前作「Spread Wings.」から約1年4ヶ月ぶりのリリースであり、2012年1作目のシングル。
表題曲「愛のせいで眠れない」は、テレビアニメ『はぐれ勇者の鬼畜美学』のエンディングテーマに起用された。美郷のシングル表題曲がテレビアニメの主題歌に起用されるのは20枚目のシングル「僕らの自由」から4作連続。
本作のスポットCM映像が、2012年7月25日に美郷の所属する芸能事務所であるSOLID VOXのYouTube公式チャンネルから配信された。

## 批評
CDジャーナルは、「エッジーなギターサウンドに美郷のボーカルがマッチしたエモーショナルな曲。カップリング曲の「brilliant voice」はミドルテンポの爽やかなロックチューン。」と評した。

## 収録曲
（全作詞：畑亜貴）
1. 愛のせいで眠れない [4:08]
作曲・編曲：板垣祐介
テレビアニメ『はぐれ勇者の鬼畜美学』エンディングテーマ
起用された『はぐれ勇者の鬼畜美学』に登場するキャラクターの凰沢美兎の気持ちを描いたキャッチーなサウンドのアップテンポの曲[1][2]。
2. brilliant voice [4:16]
作曲・編曲：斎藤悠弥
本曲のタイトルがサブタイトルになっている2012年9月2日にSHIMOKITAZAWA GARDENで開催された3回目のバースデイライブ『Aki Misato Birthday Live 2012 "brilliant voice"』の為に製作された曲[6]。
2番の間奏にコールアンドレスポンスの箇所がある[6]。
3. 愛のせいで眠れない（Instrumental）
4. brilliant voice（Instrumental）